# Glomeris saussurei
Glomeris saussurei är en mångfotingart som beskrevs av Karl Wilhelm Verhoeff 1911. Glomeris saussurei ingår i släktet Glomeris och familjen klotdubbelfotingar. Utöver nominatformen finns också underarten G. s. paeninsulae.